# Atentado de Kuwait de 2015
El atentado de Kuwait fue un ataque perpetrado contra una mezquita chiita de la Ciudad de Kuwait el 26 de junio de 2015. El suicida, detonó la explosión por medio de un coche bomba, dejando al menos 27 muertos y 227 heridos. Se atribuyó al Estado Islámico como autor de la detonación.
De acuerdo con testigos en el momento de la oración, un hombre de 20 años de edad de origen saudí, hizo estallar los explosivos colocando un vehículo alrededor de la mezquita. Al estallar el templo fueron destruidos techo y las paredes. La responsabilidad por el ataque lo ha asumido el Estado Islámico con la organización Provincia Nayd. Veintisiete personas fueron asesinadas: 18 kuwaitíes, 3 iraníes, 2 hindúes, un saudí, un pakistaní y un bidunes (etnia). Otras 227 personas quedaron heridas en el ataque, de las que 40 todavía permanecían hospitalizadas el 28 de junio.